# 遥かなる異郷ガーディアン
『遥かなる異郷ガーディアン』（はるかなるいきょうガーディアン）は、市川みなみによる日本の漫画作品。単行本全4巻。

## ストーリー
ゲーム好きの高校生、小林祐は同じ高校の一つ上の先輩、島田いつみと共にゲーム会社「スプライトプレス」のバイト面接に挑む。
しかし、見事に面接に通った彼らに与えられた仕事とは、新作ゲーム開発のため並行宇宙であるファンタジー異世界へ赴いて「勇者」として世界を救う、とんでもないバイトであった。
かくて祐といつみは魔術師ボーマンの手配によって装備を調達の上、即席の修行の受けた後、修道士のジュリオンと盗賊のアルフリードを仲間に加えると、勇者一行として魔王を倒す冒険へと旅立つ。

## 作品解説
市川みなみの代表作、かつ実質的なデビュー作。1990年3月発行の『RPGコミック』（翔企画）にて1号から、1992年5月発行の9号まで、及び『月刊アスキーコミック』（アスキー）において1992年8月号から1994年4月号まで連載された。
現代に住む主人公がファンタジーロールプレイング風の異世界へ行って活躍する、いわゆる「異世界転移ファンタジー」物の先駆け的な作品である。掲載両誌がテーブルトークRPGに関係が深かったせいか、ドラゴンクエスト風のファミコンRPGをパロディ化して皮肉った側面も見られる。
最初のタイトルは『GURDIAN -アルバイターの伝説- 』だったが、連載は掲載紙『RPGコミック』が途中で休刊となるなど紆余曲折を経て、タイトルを現在の物に変更して『アスキーコミック』で新連載となる。心機一転との編集部の意向で、いきなりの続きではなく第二部としてリスタート。その際、第一部とされた『RPGコミック』連載分（ボルフォイラ王国の途中まで）の続きは、第二部の連載と同時並行で単行本書き下ろし作業が行われ、第二部の連載を中断してまで書き足された。また第一部の完成原稿も、単行本化に当たって連載時と絵柄がかなり変化したため、キャラクターを中心に大幅な描き直しが行われている。
なお、連載は第18章（最終章）で終了しているが、「この時（最終章の半年前の時点）には、本編が竜の鉤爪で終わるとは全然考えてもいなかった」と単行本第4巻の後書きで作者が述べている。加えて第4巻では「エピローグ」が書き下ろされた。

## 登場人物

### 勇者一行とその関係者
小林 祐（こばやし たすく）
主人公。ゲーム好きな根明でノリの良い少年。少々スケベな所もある。また口車が上手い。バイトで剣士型の「勇者」となる。
どちらかと言えば猪突猛進。初期はあまりレベルも高くなく何度も殺されているが、リセット技を使って「不死身の勇者」として徐々に経験を積んで行き、中盤頃には自他共に勇者にふさわしい技量を兼ね備える戦士となる。
島田 いつみ（しまだ いつみ）
高校3年生で祐の先輩。感情の起伏が激しく、一度怒ると暴走気味。バイトでは一旦落ちるが、面接もせずに落とすのは不当とボーマンへ訴えて採用される。剣よりも魔法が向いているとして魔女型の「女勇者」になる。
祐がボケとすれば容赦の無いツッコミ型。祐と違って一度も死亡していない。攻撃系魔法の実力は高く、初期でも祐もろとも敵を丸焼きにしたほど（当然、祐は死んでいる）。全力を出すと遺跡級のかなり大規模な構造物すら崩壊させる破壊力を持つ。
ガーネッタによると魔術師としては、「土地と共感する領域（テリトリー）に縛られない希有な素質」の持ち主。
ジュリオン・リアマクラン
ロックウォールの修道院で修行をしていたエルフの若き見習い修道士。書士となるため一族を離れていた。勇者一行に記録係として同行する。
神聖魔法の使い手で主に回復系を担当するが、アンデット相手には攻撃役としても威力を発揮する。本の虫。古代の文字や知識に精通しており、勇者一行の知恵袋的存在。
アルフリード
盗賊。酒場でのいざこざを経て、ボーマンにパーティ入りを勧められて勇者一行に加わる。
ナンパ野郎だが戦闘力は高い。盗賊気質で手癖も悪いが、義理人情に厚い男。世間ずれしており、勇者一行の情報収集役。
ボーマン
最大最強の魔導士にして賢者。魔術師ギルドの長。こちら側のスプライトプレスでは第二支部営業部長の肩書きを持つ老人。つば広の帽子を深く被り、黒衣のローブを纏って杖を持っている。
祐達を呼び込んだのは予言の成就のためらしいが、本編ではその予言が言及されることはなかった。
大野部長
スプライトプレスのゲーム開発主任。このプロジェクトの総責任者。

### 魔王軍
ブロック伯爵
暗黒卿の肩書きを持つガラキアの領主。エルフ族で魔王軍の総指揮官。祐曰く「ワンパターンの悪役美形キャラ」
ボーマンの過去見によると、幼少時に両親を人間に殺されて暗黒卿になった経緯があるらしい。かつてモルケイン魔術学院の主席だった過去があり、繰り出す魔法の能力は高い。
エレイン
伯爵お抱えの占術師にして魔獣使い（ビーストマスター）。多数の魔物を従える女性だが、思考や感覚がかなり常人と異なっており、マイペース。
魔王ラドモン
不滅の魔王。伯爵の主。元々は魔神イーゴルを倒したレイソム1世の仲間だった。イーゴル神の魔術研究の末に、自分の魂を魔神と同化したとされる。
レイソム2世に倒されたが「肉体を失えども我は不滅。我、いつの日か再び甦らん！」の予言を残し、ガラキアで復活の兆しを見せつつある。

### ボルフォイラ王国
リゲロ大公
ボルフォイラ王国で権勢を誇る大貴族。王国を私物化して実効支配する悪党。裏で伯爵と繋がりがある。
アクレル子爵
ボルフォイラ王国の青年貴族。衛士隊の隊長であったが、リゲロ大公の奸計にはまり、熊のライカンスロープ（ワーベア）の呪いを受けてしまう。
エディス
リゲロ大公に横恋慕されるアクレルの妹。都を追われ、兄と共に辺境に隠れ住んでいた。衛士隊のマドンナ。
ガーネッタ
魔術師ギルドに所属する物静かな美女。都の郊外に建つ「織星館」の主。膏薬の調合で生計を立てているウイッカ系の魔女。
ベラン
代々大公家に仕える武人。正規軍の千卒長を務める。リゲロ大公の腹心だが根は悪人ではなく、王国へ反逆した大公に反旗を翻す。ガーネッタに好意を持つ。
ドルーズ
衛士隊の一員。アルフリードの元盗賊仲間。エディスの崇拝者。
タムニール
隠遁生活を送る偏屈なノームの賢者。アクレルの元家庭教師。勇者一行へ魔王に関する伝承を伝える。
フロニウス
許嫁のため「テマのワイン」を探し求める若者。
ファグスタ
フロニウスの父。オーガに襲われて重傷を負う。

### モルケイン
ジェローム
モルケイン魔術学院の院長。ボーマンとは共に修行した知古。
レイソム2世
パラムシア王国の王子。かつて魔王ラドモンを倒した古の勇者。父は魔神イーゴルを倒したレイソム1世。
レディ・ルーザ
レイソム2世を支える魔女。美女だが性格はかなりきつい。魔術学院の創設メンバーの一人であり、伝説の魔女。

### その他
アルナー神
世界を創造したとされる主神だが、彼ら世界を創造した旧神族（エルダーゴッド）は既に天上界へ去っている。
イーゴル神
伝承ではアルナー他の旧神族に反逆し、地中深くに追いやられたとされる魔神。
カールス・ランバート
ダニール砦を守護する辺境伯。

## 用語
転移機
スプライトプレスに設置された椅子型の転移装置。「勇者」を向こうの世界に8時間（シフト先では体感時間で1週間）シフトさせる。被験者は時間が経つ、または死亡しても跳躍前の状態でこちらへ戻されるため、接続が切れない限り「死ぬ」ことはない。ただし、転移した世界はバーチャルリアリティではなく、現実であるため、あちら側の人間は「一度死んだらおしまい」である。また、勇者は不死身といえども、死の瞬間には痛覚を感じるのでリセット技の多用は禁物。
ガラキア
西にある伯爵が支配する影の国。魔物が跳梁跋扈する不毛の大地が広がる魔国。魔王の復活が行われつつある。
東方諸国
ガラキアに接する諸国。ロムラン、ロックウォール、ベネシラの三国を指す。
ロックウォール
城塞都市。修道院や修練場があり、祐達はここで学び、パーティを結成した。物語始まりの地。
ラズビックの瞳
手にした者をライカンスロープへ変えてしまう宝石。呪いを受けた者は日中は獣となってしまう。
ネストラ
失われし都。寺院には「ラズビックの瞳」が安置されていた。貴重な古代遺跡だったが「切れた」いつみの魔法攻撃で崩壊した。
ボルフォイラ王国
悪の宰相リゲロ大公に実効支配されている王国。
織星館（しきせいかん）
ボルフォイラにある魔術師ギルドの支部。ネストラの騒ぎでお尋ね者となった勇者一行が身を寄せた。
葉暮山（はぐれやま）
土精（ノーム）の賢者が住む山。
テマのワイン
あらゆる傷や病をも治す秘薬。
呪魔の槍
強力だが使い手を支配しようとする呪われた魔槍。
跳躍の門（リープゲート）
遺跡の形をした空間跳躍装置。古代人の遺物。
モルケイン
魔術学院を有する都市。古の勇者ソルダム2世が眠る地下霊廟がある。
アルナーリング
対魔王武器。神剣「アルナーブレード」を発動させるリング。
翔天丘（しょうてんきゅう）
魔術師ギルドが保有する空飛ぶ丘。
ダニール砦
ロムラン王国の国境を護る砦。
竜の鉤爪（りゅうのかぎつめ）
ガラキアの魔城。ブロック伯爵の居城で最終決戦の場となる。

## モンスター
オーク
序盤に登場した下級鬼族。頭は悪い。転移したての祐らを襲うが、ボーマンの魔法で二匹まとめてバーベキューになる。
岩トカゲ
祐が最初に退治した動物。巣穴からわらわら出て来る。
アプレイウス
通称、アプル。ブロック伯が飼う蝙蝠の翼を持つ黒い魔物。伝令的な役目を果たしているが巨大化する事が出来る。
魔骸兵（まがいへい）
リゲロ大公が召喚した鎧を纏った動く骸骨。タフな上、アンデットで死を恐れない。大群で現れて大苦戦したが、ジュリオンの神聖魔法で浄化された。
ゴブリン
集団で攻めてくる小鬼族。跳躍力が高い。
オーガ
古代の砦に巣喰う大型の人食い鬼。巨体で致命傷を与えにくく、いつみの魔法の直撃にも耐えるタフさを誇る。
幽霊
古代の砦で主君の骸を護るアンデット。勇者一行との間に戦闘はなかった。
リーバス
峠の「跳躍の門」を護るリザードマン。魔王軍の軍団に入れず、不満を漏らしていた。
モールリザード
リーバス配下の土トカゲ。土中に潜み、奇襲攻撃を掛けてくる。
ジャイアントスパイダー
大蜘蛛。霊廟のダンジョンで大量に現れる。
ウォーム
溶解液を吐く巨大な芋虫。打撃に弱い。
ゴーレム
霊廟の扉を守護する巨像。体は硬く生半可な攻撃は通じない。
ロバート
エレインが操るワイバーン。翔天丘迎撃に出撃したが退治される。エレイン曰く「ゴブリンやオークも好き嫌いせずに食べて大きくなった」良い子らしい。
ジム
エレインがロバートの敵討ちに向かわせたウェアサーペントなる半人半蛇の魔獣。半分魔界の生物であり、弱点を狙わない限り、物理的な攻撃では傷付かない。
次元獣（ディメンションストーカー）
伯爵の召喚した魔物。体内は異次元に通じており、飲み込んだ獲物を虚無空間へ送り込んでしまう。
マイク
エレインが最後に繰り出す巨大魔獣。伊勢海老に似た甲殻類風の外観を持つ。しかし、いつみの魔法であっさりと片付けられた。

## 単行本
- 市川みなみ 『遥かなる異郷ガーディアン』 アスキー 〈アスキーコミックス〉、全4巻
  1. 1992年11月22日初版発行 ISBN 4-7561-0660-9
  2. 1993年9月22日初版発行 ISBN 4-7561-0837-7
  3. 1993年12月22日初版発行 ISBN 4-7561-0860-1
  4. 1994年7月22日初版発行 ISBN 4-7561-0891-1